# Mali Botinovac
Mali Botinovac je naselje u Hrvatskoj u sastavu općine Sokolovca. Nalazi se u Koprivničko-križevačkoj županiji. 

## Zemljopis
Zapadno je Veliki Botinovac, sjeverozapadno su Veliki Grabičani, sjeveroistočno su Vrhovac Sokolovački, Jankovac i Domaji, istočno su Prnjavor Lepavinski i Grdak, jugoistočno su Sokolovac, Mali Grabičani i Lepavina, jugozapadno su Donjara i Mali Poganac.

## Stanovništvo
| broj stanovnika |       |       |       |       |       |       |       |       | 52    | 53    | 52    | 30    | 31    | 29    | 26    | 15    | 9     |
|                 | 1857. | 1869. | 1880. | 1890. | 1900. | 1910. | 1921. | 1931. | 1948. | 1953. | 1961. | 1971. | 1981. | 1991. | 2001. | 2011. | 2021. |